# ペッパーボックスピストル

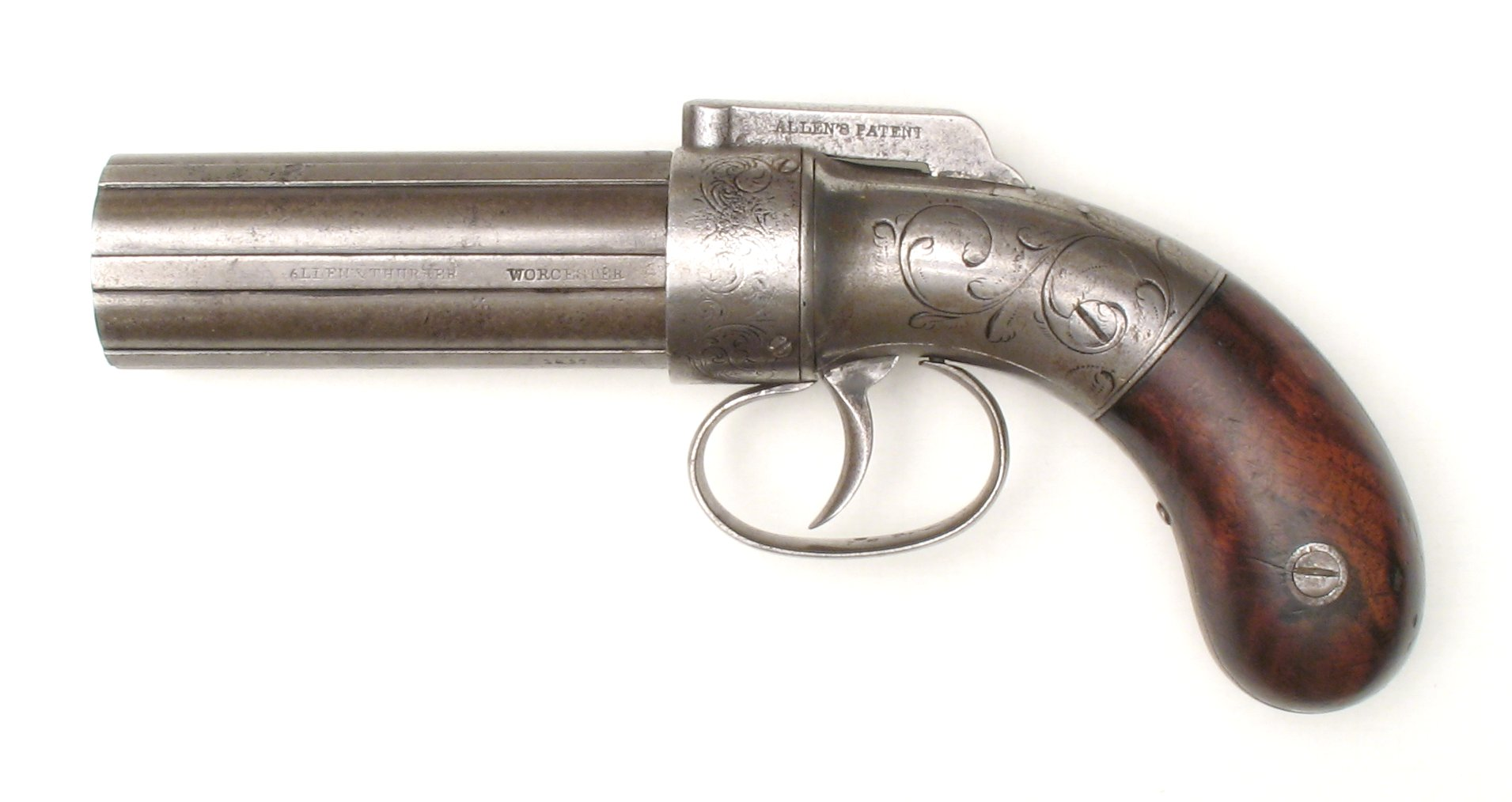
[https://www.youtube.com/watch?v=a5YB6dwl9rU アレン社の代表的なペッパーボックスピストル

ペッパーボックスピストル（Pepper box pistol）とは、回転式弾倉と銃身が一体化した形態を持つ黎明期のリボルバー拳銃の一種。
狭義には1830年代に登場した同様の形態を持つダブルアクションオンリーのパーカッションロック式回転拳銃の事を、広義には銃身と薬室が一体化した銃身を3本以上束ねて連射を可能とする形態の銃器を意味する。
単にペッパーボックスと呼ばれる事もある。

## 解説
西部開拓時代初期である1830年代-1850年代のアメリカで大流行した。
薬室と一体化した銃身を複数本束ねたものを回転させることで連射できるピストルで、回転しつつ弾丸を撃ち出す形態がスパイス・ミルの「コショウ挽き」に似ていることからペッパーボックスと呼ばれるようになった。
広義には銃身の回転機構を持つピストル一般をさすが、特にサミュエル・コルトが特許を持っていた引き金を引くだけで回転連射が可能な「ダブルアクション機構」を持つ護身用の小型拳銃を指す。
当時は連射可能なリボルバー式拳銃は高価で、主に軍用であり、庶民は主に単発式の拳銃を所持していた。イーサン・アレン社は薬室と銃身を一体化させた複数銃身にパーカッション式発火機構を備え、コルトのパテントだったダブルアクション機構を備える簡素な連射式拳銃を発明した。この連射式拳銃は、コルトのリボルバーの3分の1程度の価格であり、米国全土に広く行き渡り、後にペッパーボックスピストルと呼ばれるようになった。ペッパーボックスピストルの登場時期はコルト社が一度倒産した頃と重なる。

## 狭義のペッパーボックス
19世紀に普及したペッパーボックスピストルは、複数の銃身を結束するのではなく、レンコン状の塊として鋳造する製法が採られていた。この製法のおかげで、頑丈な上に安価な発射システムが大量生産でき、コストダウンに大いに貢献したといわれている。通常のリボルバー拳銃のように銃身と薬室を回転毎に精密に結合させる技術も必要ないため、内部機構の大幅な簡素化も価格低下に繋がった。
更に、当時のリボルバー式拳銃の発砲のたびに撃鉄を引きこす必要があるシングルアクションが主流だったのに対し、ペッパーボックスは引き金を連続して引くだけのダブルアクションで、矢継ぎ早に連射することが可能な唯一の銃種だったことも、ヒットの要因となった。
しかし、一体鋳造の銃身兼薬室で口径を大型化すると重心が前方に寄ってしまうため、弾薬の強化発展は望めず、回転するシリンダー銃身から発射される弾は固定銃身に比較すると命中精度も劣る。更に、南北戦争の影響もあってコルトやレミントンの高性能なパーカッション回転式拳銃が安価で大量に流通するようになると、ペッパーボックスは急速に衰退し、1850年代後半にはそのほとんどがその姿を消すことになる。銃器の発展史で言えば、ペッパーボックスピストルは、単発式拳銃から近代的な商用リボルバー拳銃に移行するまでの黎明期を埋めた銃種となっていた。
作家のマーク・トウェインは、ペッパーボックス拳銃について「銃身が回転するので、的に当てにくい。一発撃つと暴発して装填された弾が全部発射されてしまうことがあり危険である」という評価を残し、こういった弾が何処に暴発するか判らない同銃の安全性の低さ、命中精度の悪さを指して「アレン・ペッパーボックスを撃つときには、そばに居ないほうが良い。ただし背後に居る分には危険がない」とも皮肉っている。
「一発撃つと暴発して弾が全部発射されてしまう」現象は「チェーンファイア」と呼ばれ、ペッパーボックスピストルに限らず、当時のパーカッション式回転銃器全般が抱えていた暴発の不具合でもあった。これは前装式の回転式銃器を発射した際、その発射炎がシリンダーギャップと呼ばれる銃身とシリンダーの隙間から、別の薬室内の発射薬に引火する事によって起きる事故である。これを防止するために、予め薬室に蓋を被せるようにシリンダー孔をグリスでシールするが、急ぎの再装填の際ではこの手間を省くことも多く、また前装式ゆえに再装填する際にこぼれた発射薬がシリンダー周りに残っている場合もあり、チェーンファイアの原因となった。
鋳造が未熟で薬室の密閉性に問題のある粗悪なペッパーボックスピストルでは、この伝火現象が良く起こったと言われているが、構造的にはシリンダーギャップその物が存在せず、延長されたシリンダーによって発射薬は通常のリボルバーより更に奥に位置しているので、チェーンファイアは比較的起こりにくく、万が一起こってしまっても弾が全弾飛び出すだけで、前方に銃身他の付属構造物のないペッパーボックスは、銃本体の構造破壊に繋がる深刻なダメージを引き起こさない利点もあった。これらの特徴と価格の安さ、また当時の基準から見て再装填の容易さから、「それなりの性能があれば良い」購買層には、中古リボルバー市場が形成される前までは愛用されていた。

## 衰退後から現代までのペッパーボックスピストル

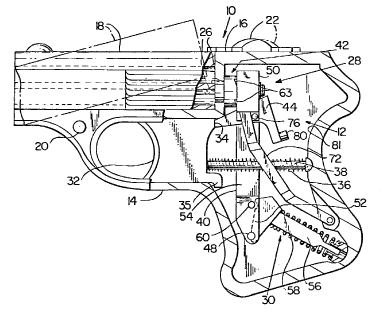
COP357　図面

衰退後においても、米国では同様の「複数銃身を持つ拳銃」が「ペッパーボックスピストル」と呼称される。これは広義の用法であり、回転銃身方式ではなく、形状も「コショウ挽き」との類似性はもはや無くなっている。「3本以上の複数銃身」を指すため、COP357に似たフレーム構造で上下2連式のデリンジャーはペッパーボックスに含まれない。
現代では衰退したものの、近代技術を使用したペッパーボックスピストルが小型連発拳銃の需要に応じて製造され、使用されている。以下にその銃を列記する。
4連シャープスポケットピストル
アレン社のペッパーボックスピストル衰退後も、小型連発拳銃としての用途から、超小型の「ポケットピストル」と呼ばれる銃種でその後も残った。シャープスはその代表的な銃である。
COP .357

米国のマイナーメーカーCOP社の製造した357マグナム弾を発射できるポケットピストル。4連装銃身を持つ銃であり、小型拳銃ながら通常サイズに匹敵する横幅がある。その先鋭的なデザインからSF映画などでも使用され、『ブレードランナー』や『マトリックス・リローデッド』などで登場している。

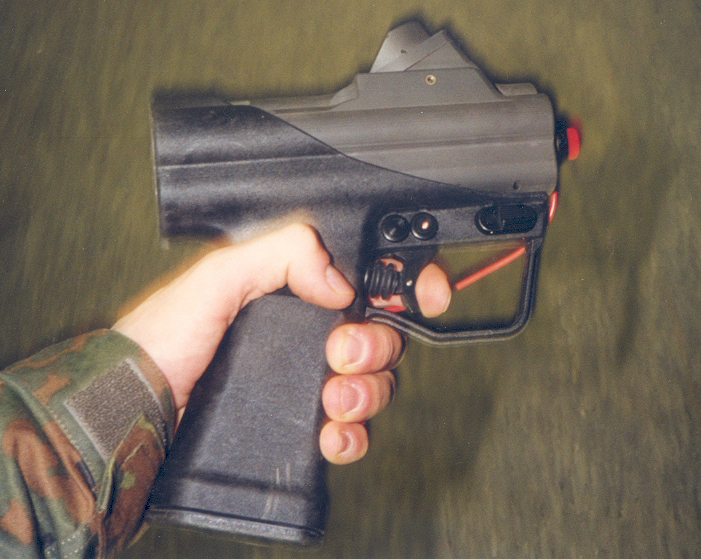
H&K・P-11

ドイツのヘッケラー&コッホ社が開発した水陸両用ピストルで、特殊部隊などで使用される。電気発火式の5連発銃身を持ち、全弾発射後は、銃身の束ごとフレームから外して入れ替えることで再装填する。
SPP-1
ロシア軍が開発した4連発水陸両用ピストル。上記P-11と同種。薬莢の先に長い弾頭を装備した弾薬を使用するのが特徴。いわゆる水中銃の発射ソースを通常の薬莢式にし、陸上でも使用可能とした銃である。
アパッチ・リボルバー
アパッチ・ピストル。アパッチ・ナックルダスターとも。ナイフとナックルが一体化した折り畳み式ペッパーボックス。主にフランスで愚連隊の喧嘩道具として用いられた。
リードナックルダスター(Reid Knuckle Duster)
22口径の弾薬を使用する5～7発の小型のリボルバー拳銃で、銃身は無く発射口の穴が開いているだけ。主に女性の護身用として販売されていたため、色が金銀で装飾性が高いものも多い。リボルバー部分はネジ止めされており、弾薬の装填にはシリンダーの取り外しが必要。
87式ナイフピストル
中国製。特殊部隊用でナイフの柄に4銃身が仕込まれたペッパーボックス。使用弾薬は22LR。発砲は最後の切り札のようなもので、ナイフとしての機能が優先されている。射程も短く、ごく至近以外では命中は期待出来ない。
バックルガン
ベルトのバックルに偽装した縦列4銃身式ペッパーボックス。バックルを開いて横向きの銃身を正面へ展開するギミックを持った特殊銃。引金はボタン式で突き出した突起を押し込んで発射する。
ナチスドイツ親衛隊(SS)が使用したと言われるが少数が試作されたのみで、現在流通している物は、ほとんどが戦後に制作された贋物である。
トロイカ
旧ソ連製。縦列3銃身型のペッパーボックスだが、空包によって青酸アンプルを破裂させ、至近距離の対象に浴びせる暗殺用の拳銃である。

## 登場作品

### 映画
『西部劇』や『マカロニ・ウェスタン』に関連する各作品群・映画・TVドラマ。
イーサンアレンモデルほか、多数が登場する。
『トゥームレイダー2』
H&K P11が登場する。
『ブレードランナー』
COP .357が登場する。
『マトリックス・リローデッド』
COP .357が登場する。

### テレビドラマ
『三匹が斬る!』
登場人物の1人、燕陣内が四連式を使用。

### アニメ
『ウエルベールの物語 〜Sisters of Wellber〜』
主人公の1人、ティナ・ローターがフリントロック三連式を愛銃として使用。主に「峰打ちショット」なる非殺傷弾を装填。
『風の谷のナウシカ』
実包式の三銃身モデルをクロトワが使用。
『キディ・グレイド』
COP .357をヒロインのリュミエールが使用。

### 漫画
『PEPPER』
主人公が黄金の彫刻が入ったリード・ナックルダスター（その名の示す通りナックルダスターとしての用法も想定された設計の銃）を愛用。
表題および主人公の通称も、ペッパーボックスピストルに由来する。また、イーサンアレンモデルも作中に登場。
『SAMURAI DEEPER KYO』
ヒロイン、椎名ゆやの愛銃。マッチロック式の三銃身モデル。
『悪一番隊』
望月三起也の二世部隊漫画の一つ。刑務所内で自作した手製のペッパーボックスが登場。
『嘘喰い』
COP .357を麻酔弾仕様にしたものをロデム対策としてマーティンが所持、タワー内での戦闘で鞍馬蘭子に奪われた後に空包にすり替えて捨隈に渡された。
また、鞍馬蘭子がフレシェット散弾仕様を所持し、裏切りが明白になった捨隈に発砲する。
『ガンフロンティア』
シヌノラを誘拐した敵が所有。舞台はコルトSAAが普及している1874年以降なので、「古風な銃だ」とトチローが感想を述べていた。
『大不倫伝』
旧家の所有物として登録許可証付きの管打式古式銃が登場。バーズヘッドでリングトリガー式の五連発。

### ゲーム
『Fate/Grand Order』
サーヴァントの1人であるナイチンゲールの使用武器。
『世界樹の迷宮II』『新・世界樹の迷宮2 ファフニールの騎士』
職業ガンナーの装備拳銃。燧発式三銃身モデル。NPCであるライシュッツも装備している。
『スクールガールストライカーズ』
ストーリーに直接関係はしないが、登場人物の一人、モニカ・ブルーアッシュのURifメモカに、六連装の同系銃が二丁登場する。セミオート、フルオートを使い分けられる上に、かなり装弾数が多く、ガトリングガン並の発射速度と精度を誇る、非常に特殊なものであるが、具体的な機構は不明である。